# Rise of the Dragon
Rise of the Dragon, lanzado en 1990 por Dynamix, marca la incursión de la compañía en el género ciberpunk diferenciándose de su repertorio habitual de simuladores de vuelo y acción. Este juego de aventura gráfica se desarrolla en una versión distópica futura de Los Ángeles, alrededor del año 2053, y sigue la historia del detective William «Blade» Hunter mientras investiga la muerte de la hija del alcalde, vinculada a una nueva y peligrosa droga, MTZ. La jugabilidad combina el trabajo de detective, la estrategia y la acción. Los jugadores deberán resolver acertijos que influyen en la historia, interactuar con personajes capaces de recordar elecciones pasadas y abordar secuencias de acción. Si los jugadores fallan en estas secuencias varias veces, el juego puede ofrecer completarlas automáticamente.
Originalmente lanzado para DOS, Rise of the Dragon fue posteriormente adaptado a Mac OS, Amiga y Sega CD, con la versión de Sega CD introduciendo actuación de voz y haciendo modificaciones para una clasificación MA-17, incluyendo cambios en el contenido. El juego recibió una recepción generalmente positiva, y los críticos destacaron su captura efectiva de una atmósfera ciberpunk, gráficos detallados y el enfoque no lineal para la resolución de acertijos. Obtuvo premios por logros artísticos, pero recibió algunas críticas por su esquema de control e interfaz de usuario.

## Jugabilidad
La jugabilidad de Rise of the Dragon es similar a aquella de otros juegos de aventuras de Dynamix de la década de 1990 tales como The Adventures of Willy Beamish y Heart of China. La pantalla muestra la habitación actual desde la perspectiva del protagonista Blade. El movimiento se produce con el cursor que se convertirá en una flecha para pasar a otra habitación o en una lupa para acercarse a una parte del escenario actual.
El juego tiene un medidor de tiempo que refleja el paso del tiempo en el juego. Cada una de las acciones de Blade ocupa una cierta cantidad de tiempo. Algunos eventos del juego solo ocurrirán en momentos particulares. El jugador deberá encontrar una manera de retrasar los planes de los villanos del juego o el juego terminará después de solo tres días y Blade no tendrá tiempo para salvar el día. Viajar entre ubicaciones puede llevar mucho tiempo en el juego, por lo que los jugadores deberán planificar sus movimientos estratégicamente.
Varios acertijos en Rise of the Dragon tienen múltiples soluciones posibles. Las actividades de Blade podrán influir en la trama del juego más adelante. Los personajes del juego recordarán su comportamiento anterior y, si dice algo incorrecto a los personajes clave, se negarán a ayudarlo con su trabajo, lo que podrá hacer que el juego sea imposible de ganar.
Rise of the Dragon presenta dos escenas de acción y una escena de apuntar y disparar. Es posible ganar el juego sin jugar todas estas escenas. Si el jugador intenta y no logra completar las escenas de acción varias veces, el juego ofrecerá la oportunidad de ganar automáticamente la secuencia y pasar a la siguiente escena.

## Trama
En 2053, William «Blade» Hunter es un ex oficial del Departamento de Policía de Los Ángeles convertido en detective privado. Cuando la hija rebelde del alcalde, Chandra, es encontrada muerta y horriblemente mutada después de experimentar con una nueva droga de diseño llamada MTZ, Blade es llamado para rastrear a los responsables. Blade se pone en contacto con un amigo callejero de Chandra apodado «el Jake», que indica a Chen Lu como el traficante que le suministró a Chandra la droga letal. Blade va al apartamento de Chen Lu y descubre que Lu murió por una sobredosis de MTZ como castigo por atraer la atención del público al causar la muerte de la hija de un político.
Mientras Blade intenta reconciliarse con su novia Karyn, que trabaja en la Oficina de Registro Criminal, le pide ayuda para localizar a los cómplices de Lu y descubrir la naturaleza mutagénica de la droga MTZ. Se revela que el negocio de MTZ es parte de una operación clandestina de la mafia china dirigida por Deng Hwang, un capo de la droga megalómano que intenta dominar el mundo. Blade también conoce a una vieja adivina que le dice que el año actual coincide con el de la llegada predicha del dragón chino Bahumat.
Blade interrumpe el cronograma de producción de MTZ haciendo estallar la planta de drogas local, pero al hacerlo es descubierto por los hombres de Hwang. Hwang hace que Jake sea capturado en un intento de atraer a Blade hacia una trampa, pero Blade logra rescatar a Jake y luego sabotear los planes de la Tríada de envenenar el depósito de Hollywood con MTZ y exterminar a la población de Los Ángeles. En represalia, Hwang secuestra a Karyn y la ata a una silla, amenazando con inyectarle MTZ.
Blade se infiltra en la sede de Hwang y, dependiendo de las acciones del jugador, logrará o no rescatar a Karyn. Finalmente, se encuentra cara a cara con el propio Hwang, quien de repente se transforma en el dragón Bahumat. En una batalla final culminante, Bahumat es derrotado por Blade. Fuera de la sede, Blade es recibido por el alcalde, pero lo golpea enojado por usar a Blade como un peón en su redada encubierta de drogas y poner en peligro su vida y la de Karyn. Luego, Blade se aleja con Karyn si ha sobrevivido, o solo.

## Ports
Desarrollado por Game Arts, existen varias diferencias entre las versiones de Sega CD y MS-DOS de Rise of the Dragon, siendo la más destacada la incorporación de actuación de voz al lanzamiento de Sega CD. Los gráficos de la versión de Sega CD usan 64 colores en pantalla en comparación con los 256 para la computadora, dándole un tinte verde.
La versión de Sega CD agrega actores de voz al juego (incluyendo a Cam Clarke en el papel principal como William «Blade» Hunter) y recibió una clasificación MA-17 por parte del Videogame Rating Council. A diferencia del sistema de clasificación ESRB, las clasificaciones VRC no indican las razones por las que un juego recibió una clasificación particular, pero el contenido para adultos en el juego incluye blasfemias, referencias a una droga ilícita ficticia, travestismo, prostitución y desnudez femenina parcial. Una escena con un beso francés y sexo implícito fue eliminada del lanzamiento de Sega CD.

## Recepción
Rise of the Dragon fue un éxito comercial; Craig Ritchie de Retro Gamer más tarde lo llamó «muy exitoso».
Computer Gaming World afirmó que Rise of the Dragon representaba una atmósfera ciberpunk de manera más efectiva que otros juegos. A la revista le gustó la historia, la interfaz sin intérprete de texto, el audio y el hecho de que completar las secuencias de arcade fuera opcional, y concluyó que el juego «no solo es un producto sobresaliente por derecho propio, sino que señala el camino para el futuro de las aventuras gráficas». Dragon le dio al juego 5 de 5 estrellas.
The One le dio a la versión de Amiga de Rise of the Dragon una puntuación general del 92%, notando una influencia estilística «evidente» de Blade Runner y elogiando los gráficos del juego, afirmando que «Rise of the Dragon tiene probablemente algunas de las ilustraciones más detalladas vistas hasta ahora en una aventura». The One llama a Rise of the Dragon una «historia futurista muy entretenida, con mucho desafío» y aclamó los giros de la trama del juego y los múltiples finales del juego. The One también expresa la necesidad de un pensamiento lateral en lo que respecta a los acertijos del juego, afirmando que el jugador deberá «pensar mucho en lo que está haciendo». The One criticó los controles y la interfaz de usuario, diciendo que los controles son «un poco limitantes», y expresa que es necesario acostumbrarse a ellos. La reseña de The One de la versión de DOS de Rise of the Dragon se hizo eco de la opinión de la versión de Amiga, dándole un 89% y elogiando sus gráficos y su diseño «casi impecable».
Jim Trunzo reseñó Rise of the Dragon en la revista número 30 de White Wolf (febrero de 1992) calificándolo con un 4 de 5 y afirmando que «Rise of the Dragon hipnotiza al jugador, atrayéndolo a la historia en la primera media hora del juego. Y una vez en las garras del Dragón, realmente no hay salida. A menos que puedas destruirlo».
En 1991, Rise of the Dragon ganó un Premio Especial por Logro Artístico de Computer Gaming World. En 1996, la revista lo clasificó como el 83.º mejor juego de todos los tiempos, afirmando: «Tan bueno que un editor rival intentó robarlo, este juego ciberpunk utilizó rotoscopia, mapa de puntos y cortes cinematográficos mucho antes de que fueran estándar», y el 12.º juego de computadora más innovador por ser pionero en «utilizar un mapa dinámico con puntos como interfaz de viaje por el mundo del juego». En 1991, PC Format nombró a Rise of the Dragon uno de los 50 mejores juegos de computadora de todos los tiempos. Los editores escribieron: «Cuando termines de maravillarte con los excelentes gráficos en pantalla, querrás entrar de lleno en la acción».
Electronic Gaming Monthly consideró que la versión de Sega CD era «una traducción casi perfecta del título para PC». Aunque criticaron la ausencia de valor de rejugabilidad, aprobaron el tono áspero y los gráficos «atmosféricos», y le dieron una puntuación de 7,6 de 10.
Una retrospectiva de Computer Games Strategy Plus en 2000 resumió a Rise of the Dragon como «un clásico subestimado [...] muy adelantado a su tiempo».